# Mosfell (berg i Island, Suðurland)
Mosfell är ett berg i republiken Island. Det ligger i regionen Suðurland, 130 km öster om huvudstaden Reykjavík. Toppen på Mosfell är 905 meter över havet.
Trakten runt Mosfell är nära nog obefolkad, med mindre än två invånare per kvadratkilometer. Det finns inga samhällen i närheten. Trakten runt Mosfell består i huvudsak av gräsmarker.